# Maggiorata

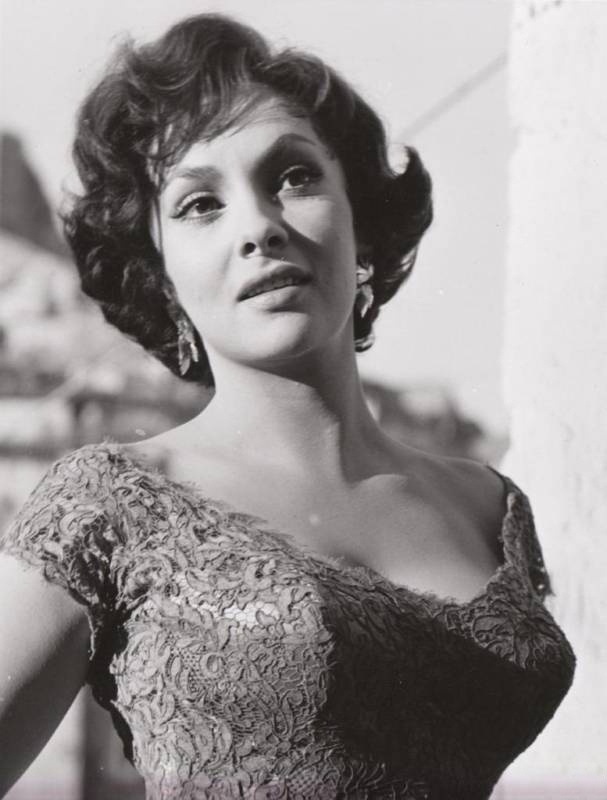
Gina Lollobrigida negli anni 1950

Il termine maggiorata nasce negli anni 50, per indicare originariamente una serie di attrici (Sophia Loren, Gina Lollobrigida, Silvana Pampanini, Marisa Allasio, Silvana Mangano e Lucia Bosè su tutte) che si imposero sugli schermi cinematografici anche per la loro prorompenza fisica. Questa schiera di giovani attrici italiane diede vita a una versione italiana del divismo hollywoodiano fondata espressamente sull'erotismo della rappresentazione.
Anche gli USA potevano vantare almeno una maggiorata: l'esempio principale era Mae West.

## Origine e significato
Si tratta di un neologismo coniato dallo sceneggiatore Sandro Continenza per Vittorio De Sica, nell'episodio Il processo di Frine del film Altri tempi - Zibaldone n. 1 (1952, regia: Alessandro Blasetti) quando, nei panni di un avvocato difensore, definisce il personaggio interpretato da Gina Lollobrigida una maggiorata fisica, in contrapposizione alla definizione di minorata psichica . Il termine fa riferimento specifico alla procacità del seno, ma anche ad una certa abbondanza di fianchi, e viene usato ancora oggi per indicare una donna dotata di tali caratteristiche dette anche giunoniche.

## Aspetti sociologici
Il periodo d'oro delle maggiorate è quello che iniziò negli anni 1950 e durò per quasi tutto il decennio successivo, periodo del boom economico e della "Dolce vita", simboleggiata proprio dal bagno di Anita Ekberg nella Fontana di Trevi, scena immortalata nell'omonimo film di Federico Fellini, nonostante Fellini venisse etichettato dai critici contrario alla moda delle "maggiorate". La stessa interpretazione della Ekberg nella Dolce vita avrebbe avuto intenti ironici e di parodia dello stereotipo, successivamente messo in ridicolo dallo stesso Fellini nell'episodio Le tentazioni del dottor Antonio, sempre con la Ekberg, nel film collettivo Boccaccio '70. 
Negli anni 1970 e 1980 la maggiorata, cinematograficamente parlando, rimane confinata alla commedia erotica all'italiana (Edwige Fenech, Carmen Russo, Laura Antonelli, Serena Grandi), per tornare di attualità negli anni 1990, con l'affermarsi di attrici come Sabrina Ferilli o Maria Grazia Cucinotta, proprio quando sul fronte della moda si giungeva a celebrare modelle che secondo alcuni mostravano un aspetto ai limiti della patologia anoressica. Questo ritorno della maggiorata fu in parte favorito anche dalla sempre maggior diffusione della chirurgia estetica, che in alcuni casi fornisce la possibilità di incrementare con appositi accorgimenti le dimensioni del seno.